# Haut-de-Bosdarros
Haut-de-Bosdarros là một commune tỉnh Pyrénées-Atlantiques, thuộc vùng Nouvelle-Aquitaine, tây nam nước Pháp.